# 笑顔にドッキューン!
『笑顔にドッキューン!』は、横山だいすけの2枚目のアルバム（キングレコードからは第1弾）。2024年4月17日発売。

## 解説
前作から4年9か月ぶりとなるアルバム。横山が中川ひろたか、新沢としひこの楽曲でつづるミュージカル『DADDY』に出演した事が縁で作られた。前述2人の作品の他、横山が新沢指導の下、作詞に初チャレンジしたオリジナルソング3曲も収録。ミニタオル付の初回限定盤と通常盤の2形態で発売。

## 収録曲
全作曲：中川ひろたか　全編曲：本田洋一郎
1. 笑顔にドッキューン!（2:45）[2]
  - 作詞：横山だいすけ

横山だいすけ初作詞のオリジナルソング
ジャケット撮影時に誕生した曲
2. げんきのこうかんっこ（2:44）[2]
  - 作詞：横山だいすけ

横山だいすけ初作詞のオリジナルソング
3. ジャンプ!（2:18）[2]
  - 作詞：新沢としひこ

ミュージカル『DADDY』使用曲
4. カイカイゾクゾク海賊の歌（2:19）[2]
  - 作詞：新沢としひこ

ミュージカル『DADDY』使用曲
5. ハッピーチルドレン（2:21）[2]
  - 作詞：新沢としひこ

ミュージカル『DADDY』使用曲
6. だじゃれだゾ～（2:03）[2]
  - 作詞：中川ひろたか

ミュージカル『DADDY』使用曲
『おかあさんといっしょ』の歌
7. きみはおふろすき（2:24）[2]
  - 作詞：横山だいすけ

横山だいすけ初作詞のオリジナルソング
8. ともだちになるために（3:41）[2]
  - 作詞：新沢としひこ

ミュージカル『DADDY』使用曲
9. 世界中のこどもたちが（2:41）[2]
  - 作詞：新沢としひこ

教科書掲載曲
10. こうもりぶた（3:25）[2]
  - 作詞：阪田寛夫

阪田寛夫作詞による名曲
11. きもちいい!（3:12）[2]
  - 作詞：中川ひろたか

中川ひろたかとデュエット
12. だから雨ふり（2:40）[2]
  - 作詞：新沢としひこ

横山お気に入りの雨の日ソング
13. おひさまになりたい（2:21）[2]
  - 作詞：新沢としひこ

ミュージカル『DADDY』使用曲
14. 今日も空は青いよ（3:10）[2]
  - 作詞：新沢としひこ

ミュージカル『DADDY』使用曲
15. 一歩～自分を信じて（3:35）[2]
  - 作詞：新沢としひこ

ミュージカル『DADDY』エンディング曲
16. みんなともだち（2:39）[2]
  - 作詞：中川ひろたか

『ひらけ!ポンキッキ』の歌
17. さよならのうた（2:47）[2]
  - 作詞：新沢としひこ

横山お気に入りの卒園・卒業ソング
18. にじ（4:42）[2]
  - 作詞：新沢としひこ

合唱定番曲
19. 笑顔にドッキューン!（Instrumental）（2:45）[2]
ボーナス・トラック
20. げんきのこうかんっこ（Instrumental）（2:42）[2]
ボーナス・トラック